# 山拐枣
山拐枣（学名：Poliothyrsis sinensis）为大风子科山拐枣属下的一个种。其种加词“sinensis”意为“中华的”。